# Мезень (Білохолуницький район)
Мезе́нь (рос. Мезень) — присілок у складі Білохолуницького району Кіровської області, Росія. Входить до складу Поломського сільського поселення.
Населення поселення становить 28 осіб (2010, 28 у 2002).
Національний склад станом на 2002 рік — росіяни 100 %.